# Walter Piller
Walter Piller, född 14 december 1902 i Falkensee, död 19 januari 1949, var en tysk SS-Hauptscharführer och kriminalsekreterare (Kriminalsekretär). Under andra världskriget tjänstgjorde han bland annat i förintelselägret Chełmno, beläget i Reichsgau Wartheland.

## Biografi
Piller påbörjade 1937 sin tjänstgöring vid Gestapo i Berlin. Inför Tysklands anfall på Polen kommenderades han till ett Einsatzkommando i slutet av augusti 1939. Han kom för en tid att tjänstgöra i Modlin, Posen och Inowrazlaw.
I slutet av 1943 sändes Piller till Gestapokontoret i Łódź. I början av 1944 ingick Piller i Sonderkommando Legath, vars uppgift var att gräva upp massgravar och kremera de ruttnade kropparna. Sonderkommando Legath, som leddes av Hauptsturmführer Johann Legath, hade inom ramen för Aktion 1005 fått order om att helt utplåna spåren efter massmorden i närheten av Posen. I maj 1944 utsågs Piller till ställföreträdare för Hans Bothmann, kommendant i förintelselägret Chełmno.
I januari 1945 började Röda armén att avancera i Östeuropa och Chełmno stängdes. Innan SS-männen och vaktmanskapet lämnade lägret, sköt Bothmann, Piller och Polizeimeister Willi Lenz de kvarvarande judarna med nackskott.

### Rättegång
Piller deltog i slaget vid Poznań och sårades i en hand och ett ben den 15 februari 1945. En dryg vecka senare, den 23 februari, tillfångatogs han av Röda armén. I sin krigsfångenskap avfattade han en omfattande redogörelse för Chełmnos andra verksamhetsperiod 1944–1945. Piller försöker i rapporten exculpera sig själv. Efter en tid utlämnades Piller till Polen, där han ställdes inför rätta inför en domstol i Łódź mellan den 29 april och 1 juli 1948. Han dömdes till döden och avrättades genom hängning i januari 1949. Pillers vittnesmål ger värdefull information om personalen i lägret och själva förintelseapparaten.